# Igar
Igar es un pueblo del condado de Fejér, Hungría.